# Gasparino Barzizza

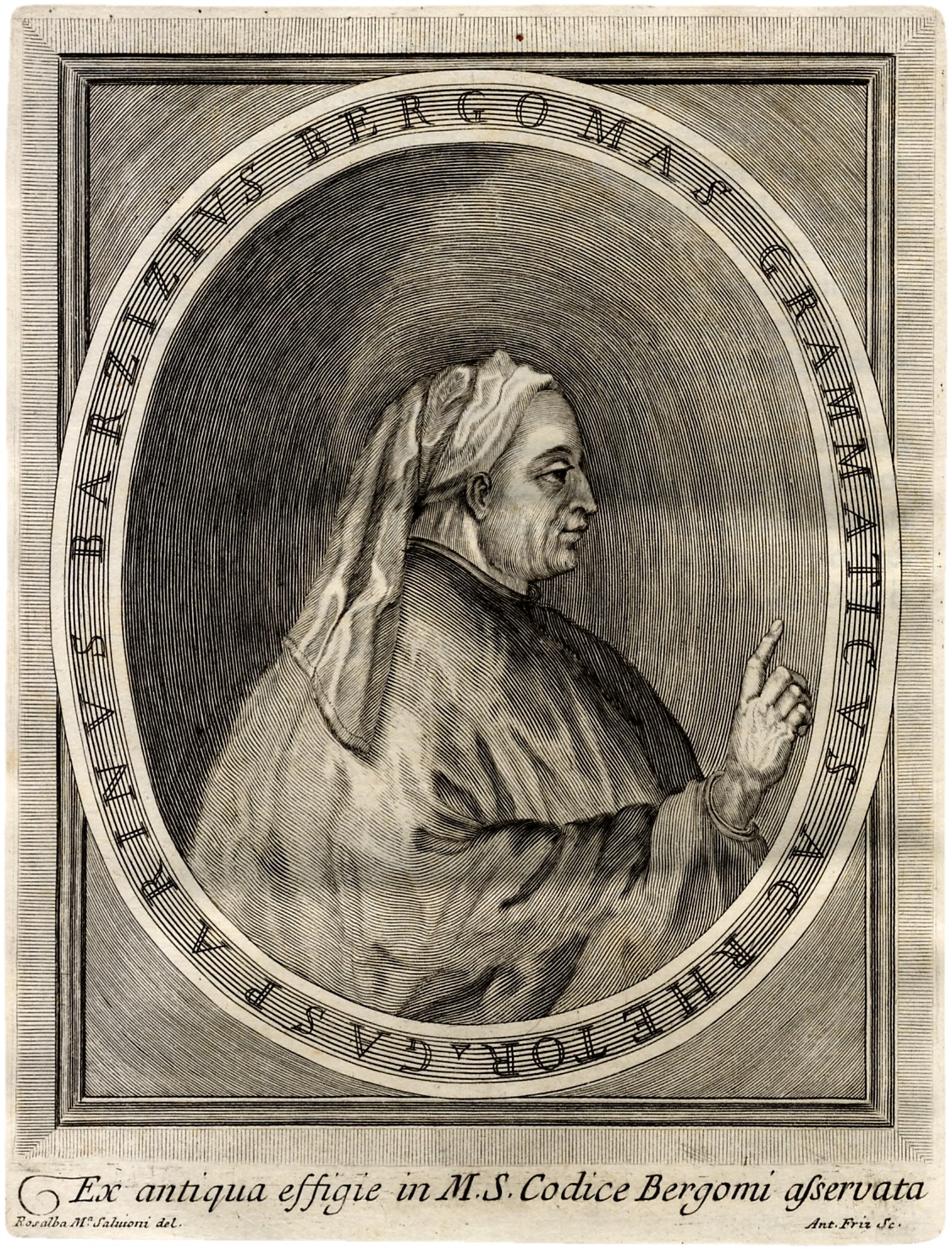

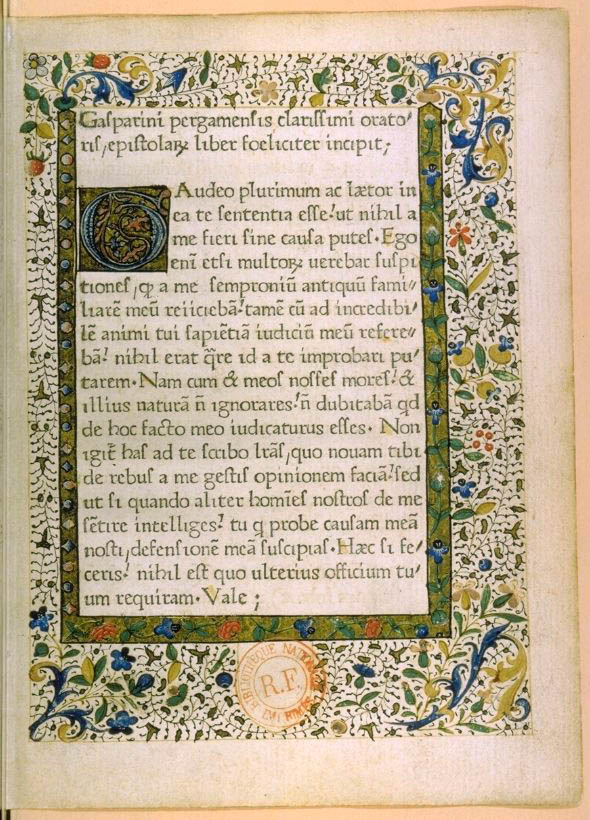

Gasparino Barzizza (lateinisch Gasparinus Barzizius Bergamensis; * um 1360 in oder bei Bergamo; † um 1431 in Mailand) war einer der ersten italienischen Humanisten.
Gasparino war ein Grammatiklehrer, der vor allem dadurch bedeutsam wurde, dass er einen an Ciceros Briefen orientierten Briefstil lehrte. Zusammen mit Pier Paolo Vergerio hatte er großen Einfluss auf die Entwicklung des Humanismus in Padua. Als einer der ersten italienischen Humanisten unterrichtete er Rhetorik, Grammatik und moralische Philosophie mit dem Ziel, die lateinische Literatur wiederzubeleben. 
Er wurde geboren als Gasparino di Pietrobuono, wahrscheinlich im Dorf Barzizza nahe Bergamo. In Pavia studierte er Grammatik und Rhetorik, wo er von 1403 bis 1407 auch unterrichtete. Anschließend ging er nach Venedig, um dort der Barbaro-Familie als Hauslehrer zu dienen. Dort fand er aber keine Unterstützung für die Gründung einer Schule.
1407–1421 unterrichtete er dann in Padua. Hier hatte er seine produktivste schriftstellerische Schaffensperiode, die sein Renommee als Lehrer und Gelehrter begründete. Er dozierte über Rhetorik und die Autoren Seneca, Cicero, Vergil und Terenz. Hier gründete er auch eine öffentliche Schule, die einen humanistischen Lehrplan anbot. Vittorino da Feltre und Leon Battista Alberti verdanken ihm ihre Ausbildung in ihrer Kindheit. Er unterrichtete dann in Ferrara. 1418 eröffnete er auf Einladung von Filippo Maria Visconti eine öffentliche Schule in Mailand, die in gleicher Weise organisiert war wie seine Schule in Padua. Ab 1421 unterrichtete er in Mailand. Dort diente er den Visconti auch als Gerichts-Orator. Er diente ferner Papst Martin V. als Sekretär. In dieser Eigenschaft wohnte er dem Konzil von Konstanz bei.
Gasparinus starb um 1431 in Mailand.
Aus seiner Ehe mit Lucrezia Alliardi hatte er einen Sohn namens Guimforte (Guiniforto) Barzizza (~1406–1463), der ein angesehener Lehrer und Schriftsteller wurde und um 1440 in Mailand im Auftrag von Filippo Maria Visconti einen Kommentar zu Dantes Inferno aus der Göttlichen Komödie verfasste. Guimforte heiratete Giovannina Malabarba.

## Werke
- Epistolae (dieser Titel war das erste in Frankreich gedruckte Buch, das 1470 bei Johannes Heynlin erschien).
- Tractatus de Compositione (ca. 1420): eine Abhandlung über Rhetorik und literarische Ausdrucksweise. In dieser Abhandlung argumentiert er für eine Rückkehr zu den Ausdruckselementen der antiken Rhetoriker.
- Orthographia: ein Handbuch der lateinischen Rechtschreibung